# Zakaria El Ouahdi
Zakaria El Ouahdi, född 31 december 2001 i Antwerpen, är en belgiskfödd marockansk fotbollsspelare.

## Karriär
Zakaria El Ouahdi inledde sin seniorkarriär i RWD Molenbeek 2021. 2022 flyttade han till Genk. Han har representerat Marocko på U23-nivån sedan 2023. Han ingick i det marockanska laget som vid olympiska sommarspelen 2024 i Paris tog brons efter att Marocko besegrat Egypten i bronsmatchen.